# Cynga (film)
Cynga – polski film z 1991 roku. Kanwą scenariusza były wspomnienia Jerzego Drewnowskiego pt. „Cynga” – jednego z założycieli konspiracyjnej organizacji socjalistyczno-niepodległościowej PLAN.

## Treść
Akcja filmu rozpoczyna się we wrześniu 1939 roku, gdy trwa kampania wrześniowa. Główny bohater, 21-letni Andrzej Klonowicz (ur. 2 stycznia 1918), ucieka z walczącej Warszawy. W poszukiwaniu rodziców usiłuje przedostać się do Lwowa, który znalazł się pod okupacją sowiecką. NKWD aresztuje go pod zarzutem szpiegostwa. Zostaje skazany na śmierć, a później ułaskawiony i zesłany do syberyjskiego łagru. Tam unika ciężkiej pracy i prawdopodobnego wyniszczenia organizmu, gdyż z powodu zachorowania na tytułową cyngę (szkorbut, któremu towarzyszą zaburzenia osobowości), dzięki pomocy innych Polaków, zostaje skierowany do obozowego szpitala psychiatrycznego. Kieruje nim zesłaniec, były lekarz psychiatra. W szpitalu Klonowicz jest świadkiem surrealistycznych zdarzeń. Ochrania go francuska pielęgniarka Lucienne, która zostaje jego kochanką. Ostatecznie po kilku latach wychodzi z łagru, wraca do Polski i wiosną przybywa do Lublina. Tam zostaje zatrzymany i trafia do byłego niemieckiego obozu koncentracyjnego Majdanek, gdzie przetrzymywani są jeńcy niemieccy oraz kolaboranci (faktycznie członkowie i członkinie Armii Krajowej).
Film nie jest utrzymany w stylu prostej opowieści fabularnej, ma charakter metaforyczny, chwilami ociera się o groteskę. Główny bohater sprawia wrażenie zbyt naiwnego i bezradnego w obliczu piętrzących się przeciwieństw losu.

## Obsada
- Tomasz Łysiak − Andrzej Klonowicz vel Józef Głażewski
- Władysław Kowalski − doktor
- Ewa Dałkowska − pielęgniarka Lucienne
- Sylwia Wysocka − pielęgniarka Tereska
- Henryk Bista − felczer rosyjski Prorab
- Andrzej Piszczatowski − komendant łagru
- Krystyna Tkacz − funkcjonariuszka NKWD przesłuchująca Andrzeja
- Paweł Nowisz − funkcjonariusz NKWD przesłuchujący Andrzeja
- Jan Prochyra − zwolennik komunizmu, współwięzień Andrzeja we Lwowie
- Jadwiga Polanowska − zjawa Wandy Wasilewskiej
- Monika Bolly − Tania, córka komendanta łagru
- Cezary Pazura − Polak ratujący Andrzeja w łagrze
- Jan Hencz − Osipow
- Aleksander Bednarz − chory psychicznie zesłaniec w szpitalu psychiatrycznym
- Witold Dębicki − pośrednik Andrzeja udzielający mu fałszywe dokumenty
- Katarzyna Skrzynecka − dziewczyna poznana przez Andrzeja przed aresztowaniem
- Nina Gajewska
- Mirosław Jękot − oficer NKWD
- January Brunzlow − strażnik w łagrze
- Jan Jurewicz − oficer asystujący przy inspekcji szpitala
- Mirosław Zbrojewicz − doktor
- Sławomir Holland − Rosjanin
- Antoni Ostrouch
- Ryszard Radwański